# Wangenried
Wangenried es una comuna suiza del cantón de Berna, situada en el distrito administrativo de Alta Argovia. Limita al norte con la comuna de Wangen an der Aare, al este con Walliswil bei Wangen, al sur con Heimenhausen e Inkwil, y al oeste con Subingen (SO) y Deitingen (SO).
Hasta el 31 de diciembre de 2009 situada en el distrito de Wangen.